# Rupert Sheldrake
Alfred Rupert Sheldrake (Newark-on-Trent, Nottinghamshire, 28 de juny de 1942) és un autor, conferenciant, i investigador anglès en el camp de parapsicologia, conegut pel seu concepte de "ressonància mòrfica". Va treballar com a bioquímic i biòleg cel·lular a la Universitat de Cambridge entre 1978 i 1973 i com a fisiòleg vegetal a la International Crops Research Institute for the Semi-Arid Tropics fins al 1978.
La hipòtesi de Sheldrake de ressonàncies mòrfiques diu que "la memòria és inherent a la natura" i que "els sistemes naturals, com les colònies de tèrmits, coloms, orquídies o molècules d'insulina, hereten una memòria col·lectiva de totes les coses prèvies del mateix tipus". Sheldrake creu també que són responsables de les "interconnexions de tipus telepàtiques entre organismes".
 La defensa de la idea engloba fets paranormals com la precognició, la telepatia i la scopaesthesia, com també explicacions no convencionals de temes estàndards a la biologia com el desenvolupament, l'herència genètica i la memòria.
La teoria de les ressonàncies mòrfiques no està acceptada en la comunitat científica com a fenomen real, i les idees de Sheldrake s'han considerat pseudociència. Els crítics citen falta de proves
 i la inconsistència entre la idea i les dades entre la genètica i l'embriologia. També expressen preocupació vers l'atenció popular que han atret els llibres i les conferències de Sheldrake, dient que minen la comprensió de la ciència del públic.
Tot i la recepció negativa per part de la comunitat científica, les idees de Sheldrake tenen suport dins del moviment New Age, com ara de Deepak Chopra.